# Batalha da Baía de Mobile
A Batalha da Baía de Mobile foi uma batalha naval ocorrida entre 2 e 23 de Agosto de 1864, durante a Guerra Civil Americana. A batalha foi uma vitória importante para a União, pois deixou os Confederados sem seu último porto no Golfo do México a leste do rio Mississipi.

## História
Foi um confronto da Guerra de Secessão em que uma frota da União comandada pelo Contra-almirante David G. Farragut, assistida por um contingente de soldados, atacou uma frota confederada menor liderada pelo Almirante Franklin Buchanan e três fortes que guardavam a entrada para Mobile Bay. A ordem de Farragut de "Malditos torpedos! Quatro sinos. Capitão Drayton, vá em frente! Jouett, a toda velocidade!" tornou-se famosa, parafraseada, como "Malditos torpedos, a toda velocidade à frente!".
A batalha foi marcada pela corrida aparentemente precipitada, mas bem-sucedida, de Farragut passando por um campo minado que acabara de danificar um de seus Monitores encouraçados da União, permitindo que sua frota ultrapassasse o alcance dos canhões baseados na costa dos confederados. Isso foi seguido por uma redução da frota confederada a um único navio, o couraçado CSS Tennessee.
O CSS Tennessee permitiu causar mais danos a União do que recebeu, mas não conseguiu superar o desequilíbrio em números. Acabou sendo reduzida a um vulto imóvel e se rendeu, encerrando a batalha. Sem a Marinha para apoiá-los, os três fortes confederados também se renderam em poucos dias. O controle total da parte inferior da baía móvel passou, assim, para as forças da União.
Mobile foi o último porto importante no Golfo do México, a leste do rio Mississippi, que permaneceu em posse dos confederados, portanto, seu fechamento foi a etapa final para completar o bloqueio naquela região.
Esta vitória da União, junto com a captura de Atlanta, foi coberta pelos jornais da União e foi um impulso significativo para a candidatura de Abraham Lincoln à reeleição três meses após a batalha.